# Dewi Bebb
Dewi Iorwerth Ellis Bebb (Bangor, 7 agosto 1938 – Cardiff, 14 marzo 1996) è stato un rugbista a 15 e giornalista britannico, da giocatore tre quarti ala per il Galles, che rappresentò 34 volte, e per i British Lions.

## Biografia
Figlio dello storico gallese Ambrose Bebb, Dewi Bebb compì gli studi universitari, al termine del servizio di leva, dapprima al Trinity College di Carmarthen e, successivamente, all'istituto di istruzione per insegnanti di Cardiff.
Di professione insegnante, fu legato per tutta la sua carriera agonistica allo Swansea, con cui esordì l'11 ottobre 1958 in un incontro con il Llanelli.
Dopo solo 5 incontri di club esordì in Nazionale gallese il 17 gennaio 1959, all'Arms Park di Cardiff contro l'Inghilterra nel Cinque Nazioni di quell'anno, il primo di nove consecutivi fino al 1967 con la vittoria in tre edizioni consecutive (1964 ex aequo con la Scozia, 1965 e 1966 assoluti).
Nel 1962 fu convocato nella selezione dei British Lions in tour in Sudafrica, scendendo in campo in due dei quattro test match contro gli Springbok; quattro anni più tardi fu presente al tour 1966 in Australasia, figurando in tutti i sei test match previsti (due contro l'Australia e quattro contro l'Nuova Zelanda).
Nel 1964 lasciò l'attività di insegnante per diventare giornalista e commentatore sportivo presso l'emittente Television Wales and the West e, nel 1967, abbandonò l'attività agonistica: il 15 aprile disputò l'ultimo incontro internazionale, ancora nel Cinque Nazioni e di nuovo contro l'Inghilterra, e il 22 successivo scese in campo per l'ultima volta con lo Swansea, contro il Pontypool.
Da giornalista lavorò, dopo la chiusura di TWW, ad HTV, oggi divisione in lingua gallese di ITV, fino alla morte avvenuta nel 1996 a 57 anni.
Vanta anche diversi inviti nei Barbarians tra il 1960 e il 1962.